# بلوزوروو
بلوزوروو (انگلیسی: Belozorovo) یک شهرک در بخش آلکسیفسکی استان بلگورود کشور روسیه است.